# Runnin’ (Dying to Live)
Runnin’ (Dying to Live) – wspólny singel amerykańskich raperów: 2Paca i Notoriousa B.I.G.. Została wyprodukowana przez Eminema w 2003. Utwór był pierwszym singlem ze ścieżki dźwiękowej do filmu Tupac: Resurrection. Klip zawiera wywiady z Shakurem i Biggim. Jest jedyną piosenką z albumu mającą teledysk. Refren został przygotowany przez Edgara Wintera. Piosenka wygrała nagrodę w kategorii „najlepsza piosenka ze ścieżki dźwiękowej” roku 2003. Uplasowała się na 19. miejscu notowania Billboard Hot 100. Oryginalna wersja, „Runnin’ From The Police”, została nagrana w 1994 i zawiera także zwrotki raperów z grupy Dramacydal i Stretcha, członka Live Squad. Została wyprodukowana przez Nowo Jorskiego producenta Easy Mo Bee'iego.
Wywiad z Biggie’em, zawarty w utworze, został nagrany parę tygodni przed jego śmiercią.